# (5183) Robyn
(5183) Robyn es un asteroide perteneciente a la familia de María en el cinturón de asteroides, descubierto el 22 de julio de 1990 por Eleanor F. Helin desde el Observatorio del Monte Palomar, Estados Unidos.

## Designación y nombre
Designado provisionalmente como 1990 OA1. Fue nombrado Robyn en honor a Laurie Robyn Ernst Yeomans, esposa del presidente de la XX Asamblea General de la UAI Donald K. Yeomans. Las personalidad bonachona y su carácter agradable era su tarjeta de visita para sus amigos y su familia.

## Características orbitales
Robyn está situado a una distancia media del Sol de 2,567 ua, pudiendo alejarse hasta 2,847 ua y acercarse hasta 2,288 ua. Su excentricidad es 0,108 y la inclinación orbital 14,84 grados. Emplea 1503,10 días en completar una órbita alrededor del Sol.

## Características físicas
La magnitud absoluta de Robyn es 12,3. Tiene 9 km de diámetro y su albedo se estima en 0,214.